# Mait Klaassen

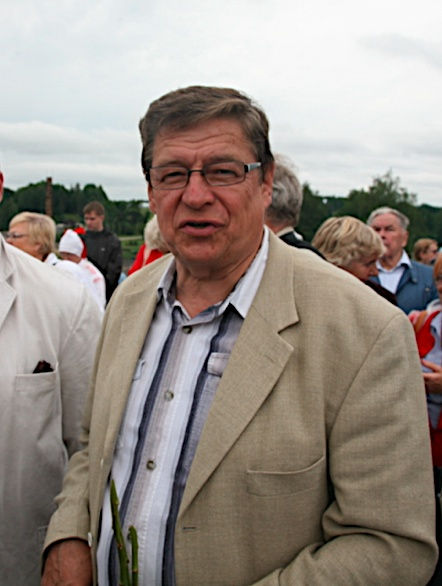
Mait Klaassen, 2010

Mait Klaassen (* 23. Januar 1955 in Tartu) ist ein estnischer Wissenschaftler und Politiker.

## Wissenschaft und Politik
Mait Klaassen besuchte bis 1973 die Mittelschule im südestnischen Tartu. Er schloss 1978 die Estnische Landwirtschaftsakademie (Eesti Põllumajanduse Akadeemia) im Fach Veterinärmedizin ab. 1989 promovierte er zum Kandidaten der Wissenschaften. Von 1986 bis 1989 war er Mitglied der KPdSU.
1989/1990 war er als Wissenschaftler im finnischen Helsinki tätig. Ab 1990 hatte Klaassen den Lehrstuhl für Tiermedizin an der Estnischen Landwirtschaftsuniversität (Eesti Põllumajandusülikool) in Tartu inne. Von 1993 bis 1996 war er Rektor der Universität. Von 1996 bis 1999 gehörte er dem Stadtrat von Tartu an.
Von März 1997 bis März 1999 war Mait Klaassen Bildungsminister der Republik Estland im Kabinett von Ministerpräsident Mart Siimann. Von 1998 bis 2000 war Klaassen Mitglied der liberalen Estnischen Koalitionspartei. Von 2000 bis 2007 gehörte er der liberalen Estnischen Reformpartei an.
Nach seinem Ausscheiden aus dem Kabinett war Klaassen 1999/2000 Direktor des Berufsbildungszentrums im Kreis Võru. Von 2000 bis 2004 war er Landrat des Kreises Võru. Von 2004 bis 2007 war Klaassen Abgeordneter im estnischen Parlament (Riigikogu). Seit 1. Januar 2008 ist er Rektor der Estnischen Universität der Umweltwissenschaften in Tartu.

## Privatleben
Mait Klaassen ist verheiratet und hat drei Kinder.